# Masters de Hamburgo 1968
El Abierto de Hamburgo de 1968 fue un torneo de tenis jugado sobre tierra batida, que fue parte de las Masters Series. Tuvo lugar en Hamburgo, Alemania, desde el 13 de agosto hasta el 19 de agosto de 1968.

## Campeones

### Individuales
John Newcombe vence a  Cliff Drysdale, 6-3, 6-2, 6-4

### Dobles
Tom Okker /  Marty Riessen vencen a  John Newcombe /  Tony Roche, 6-4, 6-4, 7-5